# Paramount Media Networks
Paramount Media Networks (anteriormente MTV Networks, Viacom Media Networks, después ViacomCBS Domestic Media Networks) es una división estadounidense de medios de comunicación de Paramount Skydance TV Media que opera y supervisa los canales de televisión y marcas de Internet propiedad de Paramount Skydance Corporation. Su división internacional relacionada es Paramount International Networks.

## Historia
En 1984, después de que Warner Communications y American Express decidieran deshacerse de los activos básicos de cable de Warner-Amex Satellite Entertainment, se formó una nueva compañía; MTV Networks.  Warner-Amex había creado y poseído originalmente Nickelodeon, MTV y VH1. Viacom adquirió esta filial en 1986 y la convirtió en división.
En 2000, luego de la adquisición por parte de Viacom de CBS Corporation, The Nashville Network y CMT, los dos canales propiedad de CBS en ese momento, se convirtieron en parte de MTV Networks, con The Nashville Network convirtiéndose en The National Network.
En 2001, Viacom compró Black Entertainment Television, con sede en Washington, y lo integró en MTV Networks, que luego separó BET de MTV a un nuevo grupo BET Networks.
En 2003, Comedy Central se convirtió en parte de MTV Networks después de que Viacom adquiriera las acciones restantes de este último de Time Warner.  El conjunto se remonta a 1991, cuando HA!, un canal de comedia de Viacom y el canal de comedia de Time Warner, The Comedy Channel, se fusionaron.
En enero de 2006, Viacom se dividió en dos entidades: Una fue CBS Corporation (que retuvo filiales como Showtime Network) y la otra compañía Viacom (que tomó posesión de Paramount Pictures y MTV Network) 
MTV Networks pasó a denominarse Viacom Media Networks en 2011.
En 2012, los analistas de medios comenzaron a informar que las calificaciones entre algunas de las principales marcas de Viacom en los Estados Unidos estaban experimentando una disminución en la audiencia. MTV, Comedy Central y Nickelodeon fueron de gran preocupación para los inversores, ya que los tres representan aproximadamente el 50% de las ganancias operativas de Viacom, estimó David Bank de RBC Capital Markets.
En 2017, Viacom anunció un plan de reestructuración de cinco puntos, en el que la compañía dedicaría la mayor parte de sus recursos a seis "marcas emblemáticas". Estos fueron MTV, Comedy Central, Nickelodeon, Nick Jr., BET y Paramount Pictures.
En febrero de 2017, los canales de cable CMT y TV Land se trasladaron del grupo de Niños y Familias al Grupo de Entretenimiento Global bajo Kevin Kay, uniéndose a Spike TV. Durante el mismo mes, se anunció que Spike se relanzaría como Paramount Network en 2018, alineándose con el estudio de cine homónimo y posicionándose como el principal medio de entretenimiento general de Viacom.
En octubre de 2018, se anunció que Kevin Kay dejaría su puesto como jefe del Grupo de Entretenimiento. CMT fue transferido del Grupo de Entretenimiento al Grupo de Música bajo el presidente Chris McCarthy, con su salida. El ejecutivo Kent Alterman se haría cargo de Paramount Network y TV Land para ir con su actual liderazgo de Comedy Central y Bellator MMA.
En 2019, después de adquirir el servicio de transmisión gratuita Pluto TV, Viacom lanzaría varios canales en el servicio con la marca de sus Redes de Medios y propiedad IP.
En agosto de 2019, Viacom anunció que se refusionaría con CBS Corporation, reuniendo a las dos entidades bajo el nuevo nombre ViacomCBS. La fusión se cerró a principios de diciembre de 2019.
Anunciado el 11 de noviembre de 2019, como parte de la fusión, la división de Redes de Medios pasó a denominarse ViacomCBS Domestic Media Networks y se reorganizó. MTV, VH1, CMT y Logo se reorganizaron en el "Grupo de entretenimiento y juventud", con la incorporación de Comedy Central, Paramount Network, Smithsonian Channel y TV Land. 
BET Networks se fusionó con Showtime Networks bajo el CEO David Nevins, quien también obtuvo temporalmente la supervisión de Pop TV; Pop TV fue transferido al Entertainment & Youth Group el 15 de enero de 2020.

## Propiedades

### Canales actuales
| Categoría                           | Nombre | Notas                               |                                     |                                     |                                     |
| Grupo de entretenimiento y juventud | Grupo de entretenimiento y juventud                                                                                           | Grupo de entretenimiento y juventud | Grupo de entretenimiento y juventud | Grupo de entretenimiento y juventud | Grupo de entretenimiento y juventud |
| ----------------------------------- | --- | ----------------------------------- | ----------------------------------- | ----------------------------------- | ----------------------------------- |
| CMT                                 | CMT | [ nota 1 ]                          |                                     |                                     |                                     |
| CMT                                 | CMT Music | [ nota 2 ]                          |                                     |                                     |                                     |
| MTV                                 | MTV | [ nota 3 ]                          |                                     |                                     |                                     |
| MTV                                 | MTV2 |                                     |                                     |                                     |                                     |
| MTV                                 | MTV Classic |                                     |                                     |                                     |                                     |
| MTV                                 | MTV Tres |                                     |                                     |                                     |                                     |
| MTV                                 | MTVU |                                     |                                     |                                     |                                     |
| Otros                               | Comedy Central | [ nota 4 ]                          |                                     |                                     |                                     |
| Otros                               | Logo | [ nota 5 ]                          |                                     |                                     |                                     |
| Otros                               | Paramount Network | [ nota 6 ]                          |                                     |                                     |                                     |
| Otros                               | Pop TV | [ nota 7 ]                          |                                     |                                     |                                     |
| Otros                               | Smithsonian Channel | [ nota 8 ]                          |                                     |                                     |                                     |
| Otros                               | TV Land | [ nota 9 ]                          |                                     |                                     |                                     |
| Otros                               | VH1 |                                     |                                     |                                     |                                     |
| Grupo de contenido prémium          | |                                     |                                     |                                     |                                     |
| BET Networks                        | BET |                                     |                                     |                                     |                                     |
| BET Networks                        | BET Gospel |                                     |                                     |                                     |                                     |
| BET Networks                        | BET Her |                                     |                                     |                                     |                                     |
| BET Networks                        | BET Hip-Hop |                                     |                                     |                                     |                                     |
| BET Networks                        | BET Jams |                                     |                                     |                                     |                                     |
| BET Networks                        | BET Soul |                                     |                                     |                                     |                                     |
| BET Networks                        | BET+ (servicio de streaming)                                                                                                  |                                     |                                     |                                     |                                     |
| Showtime Networks                   | Showtime - Showtime 2 - Showcase - Showtime Beyond - Showtime Extreme - Showtime Family Zone - Showtime Next - Showtime Women | [ nota 11 ]                         |                                     |                                     |                                     |
| Showtime Networks                   | The Movie Channel - The Movie Channel Xtra                                                                                    | [ nota 12 ]                         |                                     |                                     |                                     |
| Showtime Networks                   | Flix | [ nota 13 ]                         |                                     |                                     |                                     |
| Grupo de niños y familias           | |                                     |                                     |                                     |                                     |
| Nickelodeon                         | Nickelodeon - Nick at Nite | [ nota 14 ]                         |                                     |                                     |                                     |
| Nickelodeon                         | Nick Jr. - Noggin (servicio de streaming)                                                                                     | [ nota 15 ]                         |                                     |                                     |                                     |
| Nickelodeon                         | NickMusic | [ nota 16 ]                         |                                     |                                     |                                     |
| Nickelodeon                         | Nicktoons | [ nota 17 ]                         |                                     |                                     |                                     |
| Nickelodeon                         | TeenNick | [ nota 18 ]                         |                                     |                                     |                                     |

### Canales anteriores
- Nick Gas (1999-2009)
- VH1 Uno (2001-2008)

## Propiedades en Internet
La compañía también posee propiedades de Internet, como MTV News, MTV International y RateMyProfessors.com (propiedad de mtvU). La compañía dirigió un sistema virtual del mundo, Virtual MTV a finales de los años 2000. Anteriormente, fue propietario de Neopets, Atom Entertainment y otras propiedades web antes de cerrarlas o venderlas a otras compañías en los años 2000 y 2010.

## Propiedades de videojuegos
Viacom tenía una división de juegos llamada MTV Games, que solía publicar la serie Rock Band y Dance Central de Harmonix Music Systems, su antigua filial. Dance Central fue el último juego de MTV Games antes de su cierre, pero fue resucitado en 2012. 
MTV Networks abrió otra división de juegos llamada 345 Games en Nueva York, y comenzará a publicar futuros juegos. La serie Rock Band y la serie Dance Central serán publicadas por otros editores. El primer juego publicado por 345 Games fue Ugly Americans: Apocalypsegaddeon basado en la serie de televisión Comedy Central, Ugly Americans. Recientemente, 345 Games ha anunciado un videojuego basado en la popular franquicia MMA, Bellator Fighting Championships.

## BET Networks
BET Networks es la división que surpervisa los canales prémium de marca BET, incluido el canal original BET en Estados Unidos. BET Networks operaba BET Networks International (hasta su fusión con la prodecesora de ViacomCBS Networks International).

### Canales de cable propiedad de BET Networks
El año entre paréntesis indica cuándo se creó el canal.

#### Actualmente
- BET (1980)
- BET Her (1996)
- BET Gospel (2002)
- BET Hip-Hop (2002)
- BET Jams (lanzado por MTV como MTVX en 1998 y renombrado como MTV Jams en 2002; control otorgado a BET Networks el 7 de octubre de 2015 y renombrado como BET Jams)
- BET Soul (2015; anteriormente VH1 Soul desde 2000 hasta 2015).

#### Anteriormente
- BET International, propiedad de BET Networks Internacional (2008) (transferido a ViacomCBS Networks International).

## Internacional
Paramount International Networks es una división de Paramount Global. Sus oficinas centrales están ubicadas en Nueva York, Londres, Varsovia, Buenos Aires, Santiago y São Paulo. Se compone de 64 canales distribuidos entre MTV, MTV Live HD, VH1 (6 en total), Nickelodeon, TMF, VIVA, Comedy Central, Game One, Nitrome Limited, Shockwave, Addicting Games, Atom Films y Xfire. Las marca se ven globalmente en 560 millones de hogares en 162 países y en 33 idiomas a través de más de 150 canales de televisión programados y operados localmente y más de 350 propiedades de medios digitales.
La red de Paramount Networks International consiste en:
- Paramount Networks UK & Australia
- Paramount Networks EMEAA
- Paramount Networks Americas